# Уходя — уходи
«Уходя — уходи» — советский комедийный художественный фильм 1978 года режиссёра Виктора Трегубовича, снятый по мотивам повести Леонида Треера «Из жизни Дмитрия Сулина».

## Сюжет
Бухгалтер овощной базы Дмитрий Павлович Сулин ведёт жизнь рядового советского служащего. Каждую ночь он видит один и тот же сон, как он спешит с кружкой на поле, подоить корову, но его опережает директор овощной базы Семён Семёнович. Каждый раз он просыпается, рыдая. Сулин начинает испытывать неприязнь к своему начальнику. Но однажды жена Сулина Алиса поручает ему продать на работе дефицитную вещь — импортные женские сапоги. На работе ему это не удалось, и Дмитрий Павлович идёт на рынок, где за этим занятием его застаёт Семён Семёнович. Дмитрий Павлович вынужден отдать ему сапоги по госцене, 75 рублей (вместо просимых 125 рублей), и тот покупает их для своей жены, хотя говорит ей, что будто бы купил за 125.
Далее коллеги решают отметить покупку в городском ресторане. Неприязнь Дмитрия проходит — теперь Семён Семёнович его друг, он просит у него взаймы 50 рублей, но Семён Семёнович предлагает подождать. За их столик официантка, которая предлагает за увиденные сапоги уже 140 рублей, подсаживает двух подруг. Люба и Марина вступают с коллегами в общение. Семён Семёнович уходит из ресторана с Любой, а Дмитрий Павлович — с Мариной. Семён Семёнович после слишком смелого ухаживания за Любой попадает в милицию и проводит ночь там. А Дмитрий проводит ночь в квартире Марины. Сначала они готовятся спать, но в дверь начинает настойчиво звонить бывший муж Марины Геннадий, просясь переночевать (он не успел на последний автобус). Дмитрий предлагает пустить его и в итоге долго беседует с Геннадием на кухне. Утром он опять просыпается в слезах от вновь увиденного сна.
Утром на работу к Дмитрию приходит его жена Алиса, требует деньги за сапоги, но их нет — Дмитрий говорит, что «отдал их на нужды слаборазвитых семей». Однако скандал быстро заканчивается рыданиями Алисы на плече Дмитрия.
Дмитрий едет к себе на родину, чтобы отвезти дочь на лето и отдохнуть самому. В поезде он делает замечание хулигану, и тот бьёт Дмитрия по лицу. По приезде в деревню выясняется, что этот хулиган — муж соседки. И там, после бани, тот продолжает своё хулиганское поведение. Дмитрий делает ему замечание. Происходит новая стычка, но на этот раз уже Дмитрий бьёт хулигана палкой по лбу. Пришедший милиционер берёт Дмитрия под стражу. Ему грозит серьёзное наказание, проблемы на работе, но он не раскаивается и не собирается извиняться.

## В ролях
- Виктор Павлов — Сулин Дмитрий Павлович, бухгалтер
- Людмила Гурченко — Алиса, жена Сулина
- Марина Трегубович — Светка, дочь Дмитрия и Алисы
- Николай Рыбников — Дявитин Семён Семёнович, главный бухгалтер
- Наталья Андрейченко — Люба
- Наталья Гундарева — Марина
- Олег Кононов — Валиков Геннадий Изотович, бывший муж Марины
- Федор Одиноков — дядя Харитон
- Надежда Вихрова — Надя, дочь дяди Харитона
- Елена Мельникова — Катя Лосева
- Николай Сытин — ветеринар
- Елена Павловская — официантка
- Наталья Дмитриева — Виктория, жена Пашки
- Владимир Пожидаев — Пашка

## Съёмочная группа
- Сценарий — Виктора Мережко, Виктора Трегубовича
- Режиссёр-постановщик — Виктор Трегубович
- Главный оператор — Дмитрий Месхиев
- Главный художник — Владимир Костин
- Композитор — Александр Колкер